# Partito Comunista Algerino
Il Partito Comunista Algerino (in francese Partì Communiste Algerien) è stato un partito comunista in Algeria. Il PCA è stato fondato nel 1920 come estensione del Partito Comunista Francese, ed è diventato un partito separato nel 1936.
Il PCA, sotto l'influenza del PCF si è opposto al Fronte di Liberazione Nazionale, il PCF considerava più importante l'indipendenza nazionale dell'Algeria.
Il segretario generale del PCA era Bachir Hadj Ali.
Nel 1955 il partito è stato vietato dalle autorità francesi, il partito allora si è orientato verso il movimento di liberazione nazionale.
Il PCA è stato reso legale nel 1962, ma è stato nuovamente vietato e si è sciolto nel 1964.
Successivamente i comunisti algerini si sono raggruppati nel Partito Algerino per la Democrazia e il Socialismo.